# Anthela reltoni
Anthela reltoni is een vlinder uit de familie van de Anthelidae. De wetenschappelijke naam van de soort is voor het eerst geldig gepubliceerd in 1895 door Thomas Pennington Lucas.